# Somewhere Far Beyond
A Somewhere Far Beyond a Blind Guardian német power metal együttes negyedik albuma. Az 1992. június 29-én megjelent lemez producere Kalle Trapp. Az album borítóját Andreas Marschall készítette, aki a Blind Guardiannak több művészi borítót is rajzolt (Tales from the Twilight World, Nightfall in Middle-Earth). Az albumon látszik, ahogy az együttes létrehozta saját eredeti hangját, miközben még mindig alkalmazta a speed és power metal technikáinak egy részét. Az album dalainak erős szövegei (beleértve a rajongók kedvencét a The Bard Songot) még inkább power metál termékké tették a Somewhere Far Beyondot. A külső borító és a két Bards Song adta a The Bards becenevet az albumnak. A becenevet kiterjesztették az együttes rajongóira is. Circle of the Bards a most elhunyt rajongóklub neve, míg az együttes frontembere Hansi Kürsch is gyakran hívja a rajongókat Bards néven.
A power metal közönség egész Európában és különösen Japánban lelkesen fogadta az albumot, ami megengedte nekik hogy először utazzanak Németországon kívülre. A távol-keleti turné vezetett az első koncertlemez a Tokyo Tales kiadásához.

## Számok listája
1. Time What is Time – 5:42
2. Journey Through the Dark – 4:45
3. Black Chamber – 0:56
4. Theatre of Pain – 4:15
5. The Quest for Tanelorn – 5:53
6. Ashes to Ashes – 5:58
7. The Bard's Song (In the Forest) – 3:09
8. The Bard's Song (The Hobbit) – 3:52
9. The Piper's Calling – 0:58
10. Somewhere Far Beyond – 7:28

- Bónusz dalok

11. Spread Your Wings (Queen dal) – 4:13
12. Trial By Fire (Satan dal) – 3:42
13. Theatre of Pain (klasszikus verzió) – 4:13
- 2007-es kiadás

14. Ashes to Ashes (demó verzió) – 5.51
15. Time What is Time (demó verzió)

## Felállás
- Hansi Kürsch – ének és basszusgitár
- André Olbrich – szólógitár , akusztikus gitár és háttérvokál
- Marcus Siepen – ritmusgitár, akusztikus gitár és háttérvokál
- Thomas "Thomen" Stauch – dob

## Vendég zenészek
- Piet Sielck - effektek és gitárok
- Mathias Wiesner - effektek és basszusgitár a Spread Your Wings című dalban
- Rolfi Köhler, Billy King és Kalle Trapp - háttérének
- Stefan Will - zongora
- Peter Rübsam - skót és ír duda
- Kai Hansen - gitár a The Quest for Tanelorn című dalban

## Produkció
- Kalle Trapp - producer, felvétel, keverés
- Piet Sielck - hangmérnök asszisztens
- Andreas Marschall/Becker - Derouet Hamburg - borító
- Tom Nagy - fénykép
- a•r•t•p•o•o•l - grafika

## A dalokról
- A Somewhere Far Beyond alapját Stephen King A Setét torony sorozata adta.
- A The Bard's Song (The Hobbit) alapja J. R. R. Tolkien A hobbit című regénye.
- A Quest for Tanelorn alapja Michael Moorcock regénye.
- A Time What is Time szövegét Szárnyas fejvadász című film inspirálta.
- Az Ashes to Ashes néhány része Thomas Mann Doktor Faustus című könyvéből származik.
- A Black Chamber című dalt a Tween Peaks inspirálta.
- A Theatre of Pain alapja Poul Anderson The Merman's Children című fantázis novellája.